# Секачи (Волгоградская область)
Секачи — хутор в составе городского округа город Михайловка Волгоградской области.
Население — 653 (2010)

## История
Дата основания хутор неизвестна. Первоначально хутор Секачев относился к юрту станицы Заполянской Усть-Медведицкого округа Земли Войска Донского (с 1870 — Область Войска Донского). В 1859 году на хуторе проживало 145 мужчин и 160 женщин. В период между 1859 и 1873 годами Заполянский юрт был расформирован, населённый пункт включён в состав юрта новой станицы Сергиевской.
Согласно переписи населения 1897 года на хуторе проживало 810 мужчин и 830 женщин, из них грамотных: мужчин — 333, женщин — 54.
Согласно алфавитному списку населённых мест Области Войска Донского 1915 года на хуторе имелось хуторское правление, церковь, начальное училище, почтовое отделение, проживало 2183 мужчины и 2222 женщины, земельный надел составлял 7461 десятину.
В 1928 году хутор был включён в состав Берёзовского района Хопёрского округа (упразднён в 1930 году) Нижне-Волжского края (с 1934 года - Сталинградский край). В 1935 году Секачевский сельсовет был передан в состав Комсомольского района Сталинградского края (с 1936 года — Сталинградской области). По решению Сталинградского облисполкома от 24 декабря 1957 года № 23/524 Секачевский сельсовет был упразднен, а его территория и хутор Секачи вошли в состав Мишинского сельсовета.
На основании решения облисполкома от 09 июля 1953 года № 24/1600 «Об объединении сельских советов Сталинградской области» Мишинский, Плотниковский 2-й и Гришинский сельсоветы были объединены в один Мишинский сельсовет, центр хутор Плотников 2-й. В соответствии с Указом Президиума Верховного Совета РСФСР от 1 августа 1959 года и решением облисполкома от 27 августа 1959 года № 18/417 Комсомольского района был упразднен, а его территория передана в состав Даниловского района Сталинградской области. На основании решения облисполкома от 26 ноября 1959 года Мишинский сельсовет был переименован в Октябрьский. Указом Президиума Верховного Совета РСФСР от 1 февраля 1963 года и на основании решения Волгоградского облисполкома от 7 февраля 1963 года № 3/55 «Об укрупнении сельских районов и изменении подчиненности районов и городов Волгоградской области» Октябрьский сельсовет бывшего Даниловского района был включён в состав Михайловского района. Решением Волгоградского облисполкома от 18 июля 1984 года № 16/396 за счет разукрупнения Октябрьского сельсовета был вновь образован Секачевский сельсовет с центром в хуторе Секачи.
В 2012 году хутор включён в состав городского округа города Михайловка

## География
Хутор расположен в степи, на крайнем северо-востоке городского округа города Михайловка, в пределах Хопёрско-Бузулукской равнины, являющейся южной оконечностью Окско-Донской равнины, на реке Чёрной). Высота центра населённого пункта около 135 метров над уровнем моря. Рельеф местности сильно пересечённый балками и оврагами. В районе хутора сливаются балки Чернореченская, Клешня, Кузнецова и Новая. Почвы — чернозёмы южные.
Через хутор проходит автодорога, связывающая село Вязовку и город Михайловку. По автомобильным дорогам расстояние до административного центра городского округа города Михайловки — 66 км, до областного центра города Волгограда — 260 км. Ближайшие населённые пункты: в 11 км (по прямой) ниже по течению реки Чёрной расположен хутор Первокаменский (Еланский район), в 14 км к югу расположен хутор Плотников 2-й.
Климат
Климат умеренный континентальный (согласно классификации климатов Кёппена — Dfa). Многолетняя норма осадков — 440 мм. Наибольшее количество осадков выпадает в июне — 52 мм, наименьшее в марте — 23 мм. Среднегодовая температура положительная и составляет + 6,6 °С, средняя температура самого холодного месяца января −9,6 °С, самого жаркого месяца июля +22,0 °С.
Часовой пояс
Секачи находится в часовой зоне МСК (московское время). Смещение применяемого времени относительно UTC составляет +3:00.

## Население
Динамика численности населения по годам:
| 1859 | 1873 | 1897 | 1915 | 1987 | 2002 |
| ---- | ---- | ---- | ---- | ---- | ---- |
| 305  | 647  | 1640 | 4405 | ≈530 | 685  |

| 2010 |
| ---- |
| 653  |

## Уроженцы
- Алексей Максимович Гаврилов (1928—2015) — академик ВАСХНИЛ/РАСХН (1990), действительный член Российской академии наук (2013).